# サイダースファンクラブ
『サイダースファンクラブ』は小坂俊史の4コマ漫画作品。1999年から断続的に読み切り版が掲載された後、竹書房の雑誌『まんがライフMOMO』（月刊）で、創刊号から2007年3月号まで連載されていた。
うだつのあがらない女子スリーピースバンド「サイダース」を描いたポップでロックでパンクな（タイヤかも）作品。

## 概要
1999年に初めて発表された、作者の初期の頃の作品である。当初は、各雑誌へ断続的に読み切りとして掲載され、2003年に萌え4コマを中心に据えた『まんがライフMOMO』の創刊を機に同誌のラインナップに加わる形で連載を開始、6年目で初めて書籍化された。掲載雑誌の路線からか、萌え文化をギャグに取り込む描写もまれに見られた。読み切り版では既にプロデビューしている設定だったが、定期連載開始に当たって一度設定をリセットする形で、デビュー（事務所への所属）から描かれている。

## 登場人物

### サイダース
女子スリーピースバンド。プロをめざして3年前に上京するも今のところいいとこなし。CDをリリースするも初登場の順位はオリコンチャート圏外で、マスメディアで採り上げられることも少ない。一時期FMラジオ局にレギュラー番組を持っていたが、短期で打ち切られている。
終盤ではやけくそで渡ったイギリスで人気バンドとなり、凱旋した。帰国後も、渋谷公会堂での凱旋ワンマンライブのチケットが売り切れるくらいには人気が出ている。
作詞作曲は原則として3人持ち寄りで、原則としてやよいが作ったものはやよいが、むつきが作ったものはむつきが、それぞれボーカルを務める、ツインボーカル制。
やよい
ギター、ボーカル。本名は「中野やよい」。消去法でビジュアル担当だが写真写りが悪い。
ポップ志向。
以前はCD屋で働いていた（腰掛のつもりだったらしい）。当時の同僚のヤスコとは今も親友で、チケットなどを売りつけることも多いが、時には理不尽な頼み事をしてキレられることもある。
よくギターの弦を切る。慌てんぼな一面があるらしく、止みかけたアンコールに慌てて応えようとして上半身下着姿でステージに出てしまったことがある。遅刻が多い。大木こだまのモノマネが得意だが、のどに負担がかかるからとむつきに止められている。
幼稚園の頃はアイドルになるのが夢だったが、それが24歳にして、ラビットソーダという形で叶ってしまうことになった。
ウォルナッツをライバル視しているが、一方で向こうが売れたことであまり会わなくなったことを淋しがってもいる。
珍妙過ぎる歌詞の曲を作ることが多く、売れない主因となっている。
むつき
ベース、ボーカル（サブボーカル）。本名は「友沢むつき」、メンバーのやよいとは幼稚園からの仲。
ロック志向。それ故にポップ志向のやよいとしばしば衝突したり、脱退を検討したりする。また、ロックに拘るため、女っ気のない服装をすることが多く、喋り方も男っぽいため、男性と間違われることがある。ただ、女性的な服を着ると、それはそれで似合う。
オフにスーパーでバイトをしたり、就職を考えたり、意外に堅実な面が見られる。
元喫煙者だが、プロになった時に止めた。
読み切りの時は右利きという設定だったが、MOMO連載版では左利き。リッケンバッカーを手に入れたがっているが、左利きかつ予算不足のためになかなか巡り会えないでいる。
イギリスに渡っている間は髪を金髪に染めていたが、その前にも1度だけ染めていたことがある。
しわす
ドラム、コーラス。本名は「米良しわす」。現役の大学生だが、デビューに当たり、３年の時に休学している。理系らしいが、学生に戻るなんて言うなと言われて「それはない」と明言、「（実験とレポートで）あんなハードな日々はもうこりごり」としみじみ語っており、大学に戻る気は無い様子だが、もしプロデビュー出来なかったらバンドも辞めて出家するつもりだった。
メンバーでは一番小柄で、また唯一運転免許を持っていない。男っぽいというより、オッサンみたいな喋り方。
一歩下がって他の2人の背中を押してやるのが理想と語る。しかし、実際は目立ちたいという願望はある。
「ヒット間違いなしだが、やよいとむつきの演奏レベルが低すぎて演奏できない曲」を作ってはお蔵入りにしている、カラオケではボーカル2人より高得点を出す、バニーズの美由からドラム演奏能力の高さを評価されるなど、他の2人よりもミュージシャンとしての能力が高いと思われる描写が多々見られる。
ただ、彼女が曲を作ると、名曲ではあるが「殴り合って勝った方にやる。血を出した方が負け」というルールで奪い合いをさせるため、やよいとむつきにとっては別の意味で悩みの種。
心霊現象などオカルトがらみに詳しく、1日5万ヒットのHPも運営。愛用のスティックは御神木の枝を削った手作り。演奏開始時「ワン、ツー、スリー」とやると手品でスティックを消してしまう癖がある。
やよいがラビットソーダを組んでいる時、「レディーD」名義でシングル「ごろごろ♡にゃ～ん」を作詞作曲したが、血の涙を流すくらい恥ずかしかったらしく、自分が作った説を否定するほど。
読み切り版では、終始関西弁だった。

### サイダース以外のバンド
バニーズ
サイダースと同じ女子スリーピースバンド、メンバーはミヤ（ボーカル、ギター）、みよ（ベース）、美由（ドラム）。ミヤのみ、ラビットソーダ結成時点で25歳と判明している。
ポッと出のイロモノコスプレバンド、バニーガールのコスプレでライブを行う。おかげで曲も演奏も平凡ながらライブの動員力は高いが、 その衣装の関係上、寒さに弱い。普通の音楽雑誌・音楽番組より、B級アイドル誌やB級アイドルが出演する深夜番組の仕事が多い。次第に飽きられて動員力が落ちたため事務所をクビになり、こつぶ音楽事務所に拾われる形で転属、それを機にコスプレを捨ててライブをするようになる（バニーの耳だけは名残として残している）。ミヤは裏ではむつきに近い性格と喋り方で、美由ともども現喫煙者。
終盤では、中ヒットを続けざまに飛ばしてランキングにもいい位置に入れるまでになり、TVへの露出もかなり増加している。
同じライバルのウォルナッツと違い、サイダースとの仲は良好。
ウォルナッツ
人気実力ともサイダースの2まわり上の女子スリーピースバンド。メンバーはくるみ（ボーカル、ギター）、若葉（ベース）、小枝（ドラム）。
元々はサイダース等と同じ居酒屋で打ち上げをしたりする仲だったが、その実力から有名音楽番組から声がかかるほか、ライブの動員力も高く、会場も大きなハコを使用する。今はサイダースをあからさまに見下しているが、縁もあってか対バンしたり、自身のラジオ番組のゲストに呼ぶことがある。
メンバー全員が揃いのスーツ姿で演奏するのが特徴。ポリシーではあるが、Tシャツだと誰だか認識されないという事情もある。また、夏は暑いのが弱点（ある意味バニーズと逆）
ボーカルであるくるみが作詞作曲アレンジをすべて担当しており、くるみのワンマンバンドとしての性格が強い。それゆえくるみと他メンバーが衝突したり、ソロ指向の強い彼女だけが内緒でソロ出演（学祭ライブ）をしていたこともある。
売れても意外と庶民的で、くるみは激安スーパーに行ったりして、偶然遭遇したやよいにツッコまれている。
メンバーの性格はあまり良くなく、特にくるみの性格は100%ツン（デレなし）。それが災いして、やや伸び悩みはあったが、最終的には映画主題歌でオリコン1位を獲得するまでになっている。なんだかんだ言ってもいくらか仲間意識はあるのか、サイダースの渋谷公会堂での凱旋ワンマンライブに花を贈っている。
若葉は背が高く、性格はくるみよりはまともだが、キャラは薄め。
小枝のセリフは吹き出しが無く、書き文字で表現されている。
ラビットソーダ
サイダーズ・バニーズが地方ライブ帰りに交通事故に遭い、むつき・美由・みよのケガで両バンドが活動休止になった際、その間の小銭稼ぎのため、ソーダひかり（やよい）とラビットあかり（ミヤ）で無理やり組まされた、期間限定のアイドルデュオ。活動期間わずか2ヶ月、ほとんど売れなかった。CDはしわすが作った「ごろごろ♡にゃ～ん」のみ。

### サイダースに関連する人物
服部 巧（はっとり たくみ）
サイダースの所属する、赤字まみれの貧乏事務所である「こつぶ音楽事務所」の社長。社長、といっても他にスタッフが存在するような描写はなく、個人事務所と思われる。ライブや曲作り、CD製作（レコーディング含む）まで、全て低予算で行う。サイダースらからは「シャチョー」と呼ばれる。
手段を選ばないところがあり、出していればサイダース最大のヒットになっていたかもしれない曲を、借金のカタに他バンドに無断で売り渡してしまい（その曲は本当にヒットした）、あまつさえ1人大喜びして祝杯だと騒いだため、3人に半殺しの目に遭わされたこともある。
新人選びのセンスにも乏しく、サイダースやバニーズはともかく、大太鼓とバンジョーという、どう見ても売れそうにないコンビをスカウトする（実際、大半は1年ももたない）など、呆れられている。中盤では、動員力が落ちて事務所から契約を切られたバニーズを拾ったが、それはまだマシな部類。
ヒマがあると、（全く売れないのに）自分の歌う曲をリリースしようとする。その時のアーティスト名はDYNAMITE HATTORI。
大山さん
サイダースのサポートメンバーで、キーボード担当。
正式にメンバーにという話も出たが、1人増えると移動のタクシーが2台になるという理由で、社長に却下された。
ヤスコ
やよいが以前バイトしていたCD店の同僚。
やよいによく、半ば無理矢理にライブチケットを買わされるほか、干物やブロマイドも買わされそうになる。
最初は嫌々買わされていたが、ライブを見ているうちに、直向きに頑張る彼女達の姿に次第に惹かれるようになって、今では喜んで買うこともある。
実は、友達のイトコの伯母さんの隣人の娘が、しわす。
終盤では正社員になった。
小坂の他の作品にもみられる「登場位置固定キャラクター」に当たる。

## 書誌情報
単行本 - 竹書房 より「バンブーコミックス」として刊行されている。
1. 第1巻（2005年5月27日発行） ISBN 978-4-8124-6176-1
2. 第2巻（2007年3月27日発行） ISBN 978-4-8124-6571-4

- 第1巻発売にあたって、サイダース特製イメージオリジナルCDが応募者全員サービスとしてつくられた（販売はなし）。作詞作曲演奏は女子スリーピースバンド The Clicks。
- 読み切り版は、第1巻の後半へ再編集版として掲載されている。

## 他作品との関連
- サイダースの3人は同じ作者の別作品『せんせいになれません』に6-2の生徒として出ている他、山名沢湖の『委員長お手をどうぞ』にも出たことがある。『せんせいになれません』では、むつきが友沢和文（やはり同作者による『サークルコレクション』の主人公）の姉であることが暗に示唆されている。
- 2012年11月12日に発売されたけいおん! highschoolのCOMIC ZINオリジナル特典リーフレットでサイダースファンクラブとけいおん!のコラボ作品が掲載され、5年ぶりにサイダースが復活したと同時に出版社の枠を超えて同じガールズバンドを扱った4コマ作品のコラボが実現した。[6]